# Бревновская (Вологодская область)
Бревновская — деревня в Верховажском районе Вологодской области.
Входит в состав Нижнекулойского сельского поселения, с точки зрения административно-территориального деления — в Нижнекулойский сельсовет.
Расстояние по автодороге до районного центра Верховажья — 38 км, до центра муниципального образования Урусовской — 6 км. Ближайшие населённые пункты — Клюкинская, Высотинская, Грихневская.
По переписи 2002 года население — 38 человек (17 мужчин, 21 женщина). Всё население — русские.